# Damnacanthus guangxiensis
Damnacanthus guangxiensis är en måreväxtart som beskrevs av Y.Z.Ruan. Damnacanthus guangxiensis ingår i släktet Damnacanthus och familjen måreväxter. Inga underarter finns listade i Catalogue of Life.